# Early to Bed (film, 1933)
Pour plus de détails, voir Fiche technique et Distribution.
Early to Bed est un film germano-britannique réalisé par Ludwig Berger et sorti en 1933.

## Fiche technique
- Titre : Early to Bed
- Réalisation : Ludwig Berger
- Producteur : Erich Pommer
- Scénario : Robert Liebmann, Robert Stevenson, Hans Székely
- Lieu de tournage : Berlin
- Musique : Werner R. Heymann
- Durée : 83 minutes
- Date de sortie : 27 novembre 1933

## Distribution
- Heather Angel : Grete
- Fernand Gravey : Carl
- Edmund Gwenn : Kruger
- Sonnie Hale : Helmut
- Donald Calthrop : Peschke
- Lady Tree : Widow Seidelblast
- Athene Seyler : Frau Weiser
- Jillian Sand : Trude
- Leslie Perrins : Mayer
- Lewis Shaw : Wolf
- Comedian Harmonists : dans leur propre rôle